# اتل کلیتون
اتل کلیتون (انگلیسی: Ethel Clayton؛ ۸ نوامبر ۱۸۸۲ – ۶ ژوئن ۱۹۶۶) یک هنرپیشه اهل ایالات متحده آمریکا بود.